# Outremont (Metro Montreal)

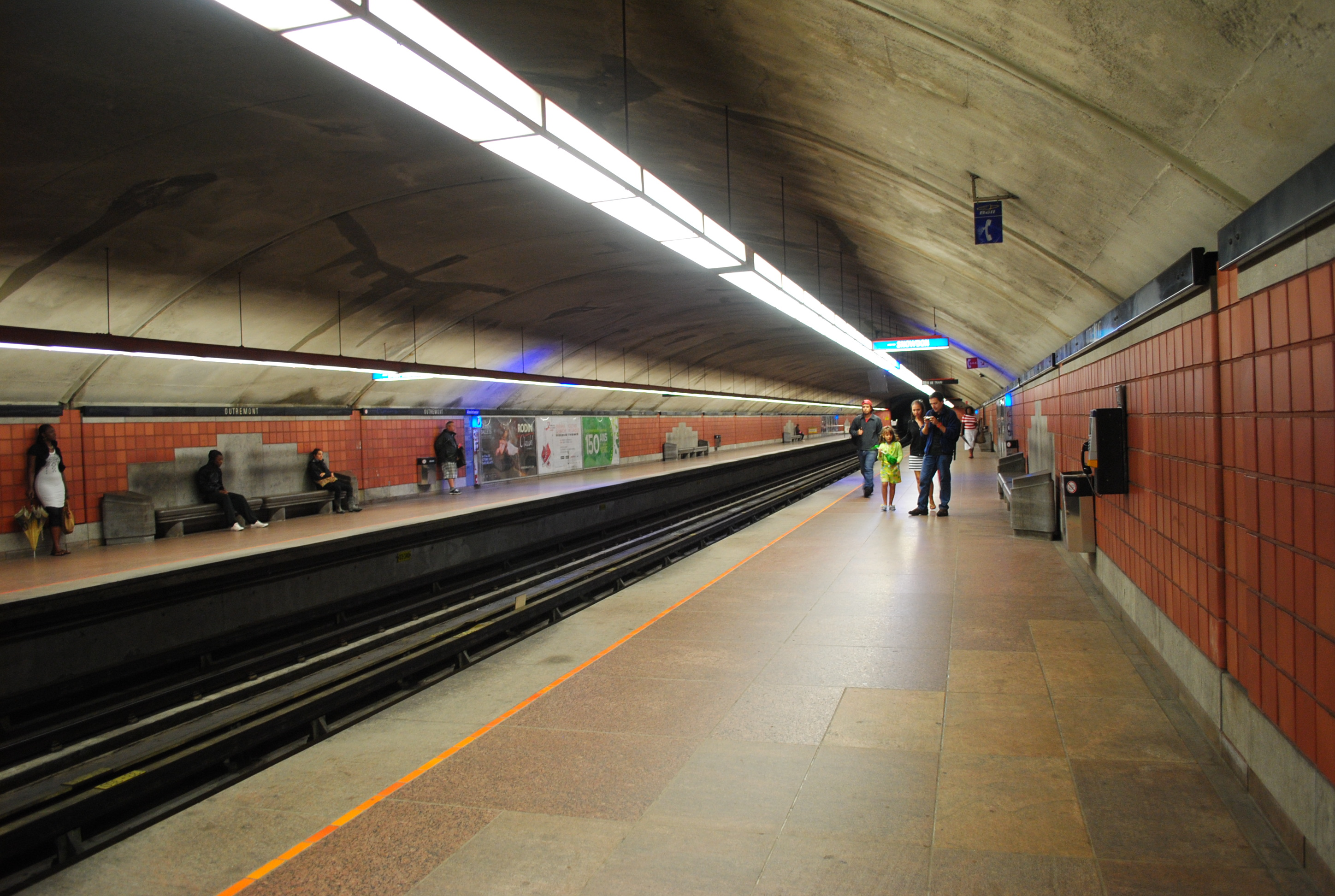
Blick auf die Bahnsteige

Outremont ist eine U-Bahn-Station in Montreal. Sie befindet sich im Arrondissement Outremont an der Kreuzung von Avenue Van Horne und Avenue Wiseman. Hier verkehren Züge der blauen Linie 2. Im Jahr 2019 nutzten 1.604.493 Fahrgäste die Station, was dem 60. Rang unter den insgesamt 68 Stationen der Metro Montreal entspricht.

## Bauwerk

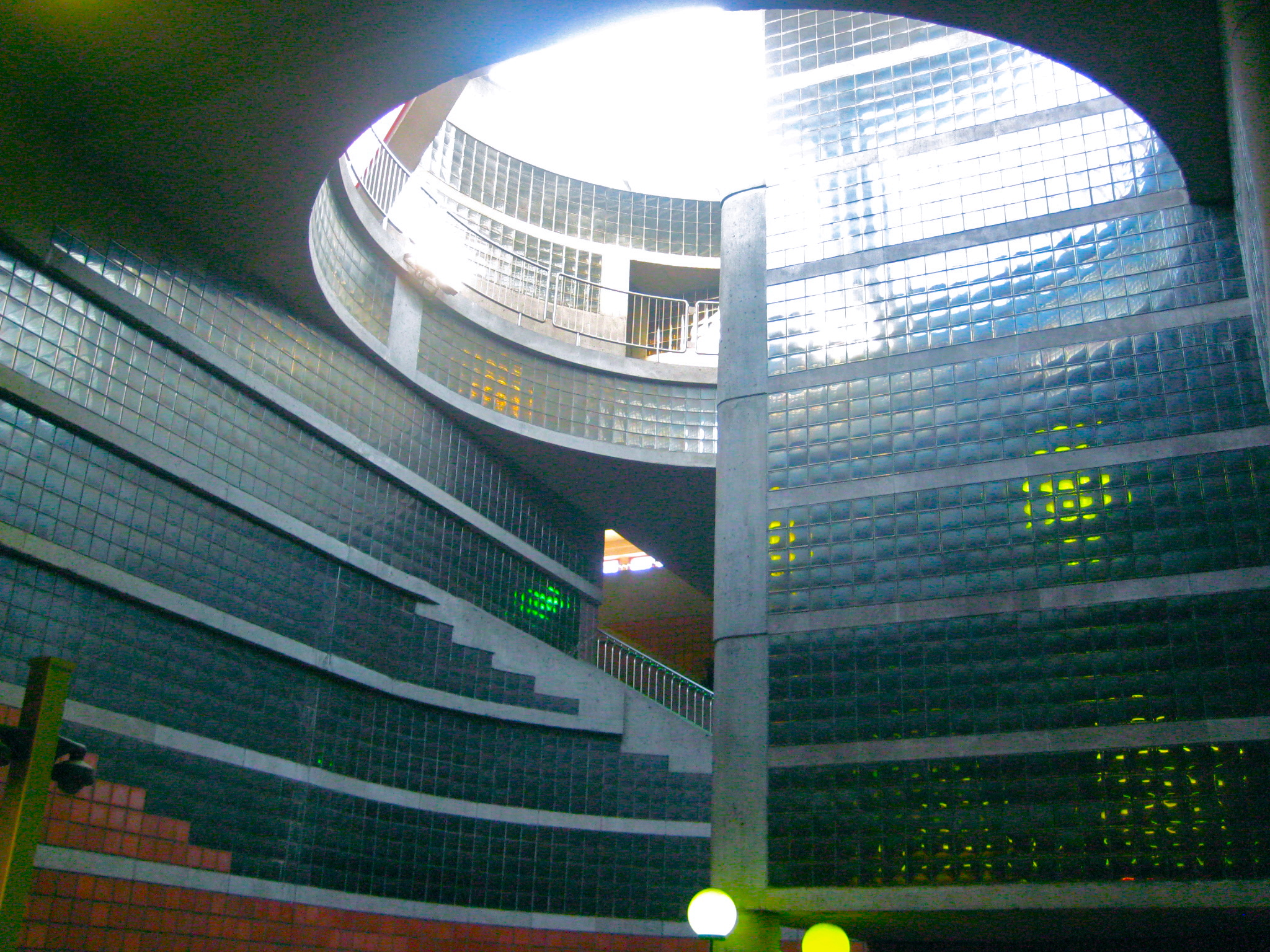
Lichtschacht

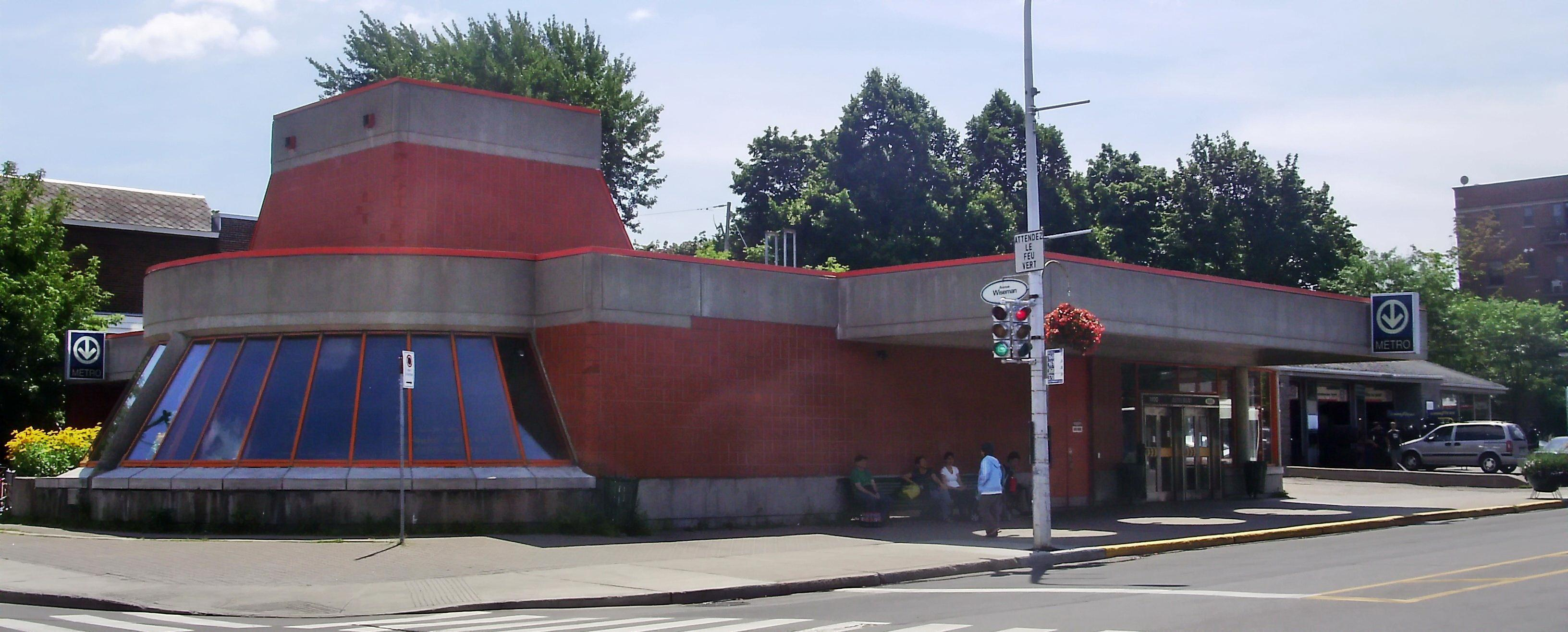
Eingangspavillon

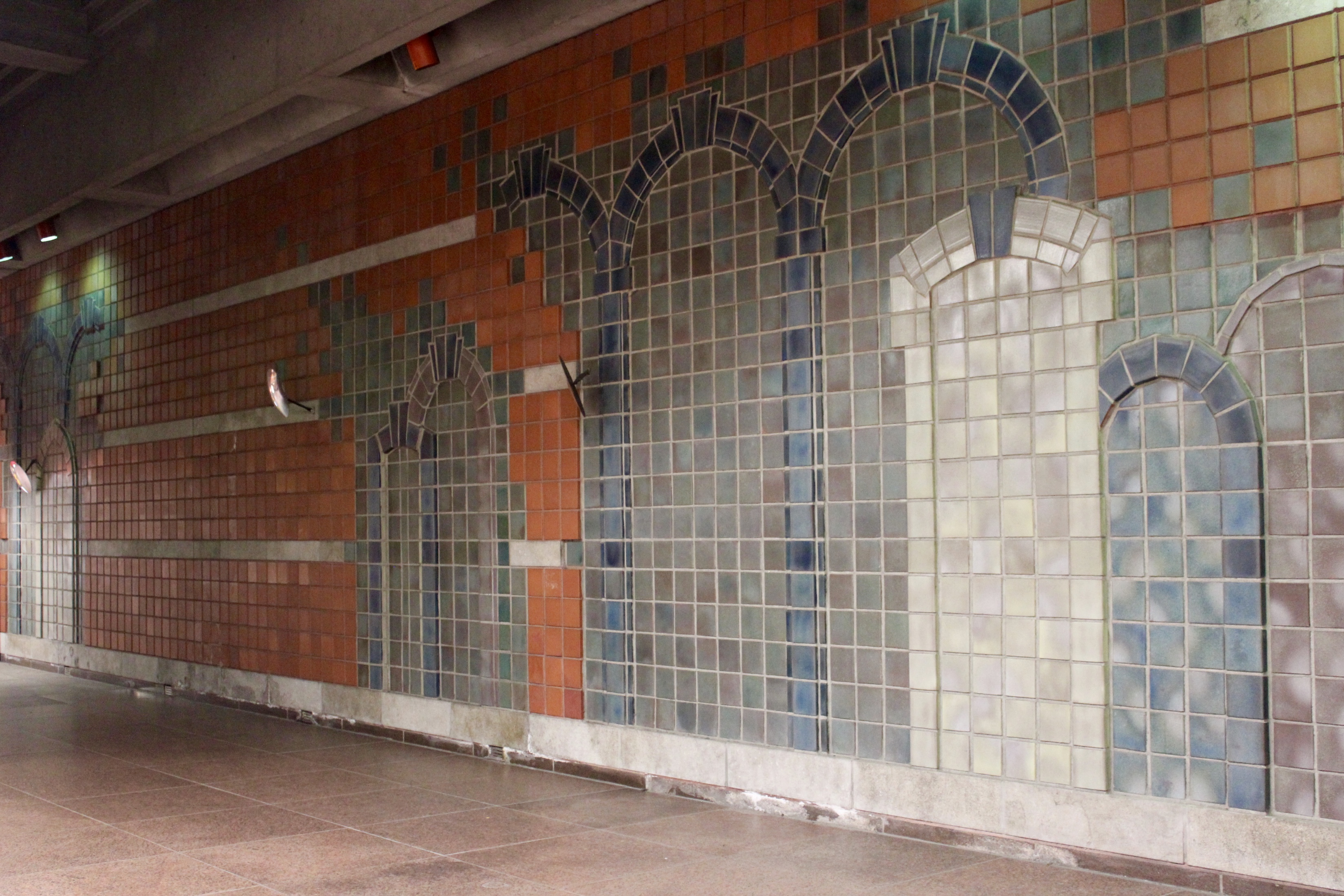
Wandbild

Die von Jean-Claude Dupuis, Pierre-Alain Chapuis und Michel Dubuc entworfene Station entstand als Tunnelbahnhof. Zentrales architektonisches Element ist ein großer Lichtschacht, dessen Innenseite mit metallenen Fliesen und Glasziegeln verkleidet ist. Er lässt das Tageslicht auf die Verteilerebene und die Bahnsteige herabscheinen. Fliesen in erdigen Farbtönen, Böden aus rötlichem Granit sowie Sitzbänke und Zierelemente aus grauem Granit geben der Station einen klassischen und formellen Eindruck.
In 13,8 Metern Tiefe befindet sich die Bahnsteigebene mit zwei Seitenbahnsteigen. Die Entfernungen zu den benachbarten Stationen, jeweils von Stationsende zu Stationsanfang gemessen, betragen 728,60 Meter bis Acadie und 1090,60 Meter bis Édouard-Montpetit. Es bestehen Anschlüsse zu drei Buslinien und zwei Nachtbuslinien der Société de transport de Montréal.

## Kunst
Auf der Verteilerebene ist ein Wandbild von Gilbert Poissant zu finden, bestehend aus Keramikfliesen in verschiedenen Farben. Dargestellt werden Türen und Portale von Wohnhäusern und öffentlichen Gebäuden, deren Formen für Outremont typisch sind.

## Geschichte
Die Eröffnung der Station erfolgte am 4. Januar 1988, zusammen mit dem Teilstück Parc–Snowdon der blauen Linie. Namensgeber ist der Stadtteil Outremont, in dessen Zentrum die Station liegt. 1833 hatte Louis-Tancrède Bouthillier ein repräsentatives Landhaus errichtet, das er Outre-Mont („auf der anderen Seite des Berges“, bezogen auf die Lage am Nordwesthang des Mont Royal) nannte. Dieser Name ging auf die 1875 gegründete Gemeinde Outremont über, die 2002 mit Montreal fusionierte.